# Modelo científico

Ejemplo de un modelo científico. Un esquema de los procesos químicos y de transporte relacionados con la composición atmosféricas.

Un modelo científico es una representación abstracta, conceptual, gráfica o visual (ver, por ejemplo: mapa conceptual), física de fenómenos, sistemas o procesos a fin de analizar, describir, explicar, simular (en general, explorar, controlar y predecir) esos fenómenos o procesos. Un modelo permite determinar un resultado final a partir de unos datos de entrada. Se considera que la creación de un modelo es una parte esencial de toda actividad científica.
Aunque hay pocos acuerdos generales acerca del uso de modelos, la ciencia moderna ofrece una colección creciente de métodos, técnicas y teorías acerca de los diversos tipos de modelos. Las teorías o propuestas sobre la construcción, empleo y validación de modelos se encuentran en disciplinas tales como la metodología, filosofía de la ciencia, teoría general de los sistemas y en el campo relativamente nuevo de visualización científica. En la práctica, diferentes ramas o disciplinas científicas tienen sus propias ideas y normas acerca de tipos específicos de modelos. Sin embargo, y en general, todos siguen los principios del modelado.
Debe distinguirse entre un modelo científico y una teoría, aun cuando ambos se hallan muy estrechamente relacionados, pues el modelo para una teoría equivale a una interpretación de esta teoría. Una teoría dada puede tener diversos modelos para poder ser explicada.
Para hacer un modelo es necesario plantear una serie de hipótesis, de manera que lo que se quiere estudiar esté suficientemente plasmado en la representación, aunque también se busca, normalmente, que sea lo bastante sencillo como para poder ser manipulado y estudiado.
Todo conocimiento de la realidad comienza con idealizaciones que consisten en abstraer y elaborar conceptos; es decir, construir un modelo acerca de la realidad. El proceso consiste en atribuir a lo percibido como real ciertas propiedades, que frecuentemente, no serán sensibles. Tal es el proceso de conceptualización y su traducción al lenguaje.
Eso es posible porque se suprimen ciertos detalles destacando otros que nos permiten establecer una forma de ver la realidad, aun sabiendo que no es exactamente la propia realidad. El proceso natural sigue lo que tradicionalmente se ha considerado bajo el concepto de analogía. Pero en la ciencia el contenido conceptual solo se considera preciso como modelo científico de lo real, cuando dicho modelo es interpretado como caso particular de un modelo teórico y se pueda concretar dicha analogía mediante observaciones o comprobaciones precisas y posibles.
El objeto modelo es cualquier representación esquemática de un objeto. Si el objeto representado es un objeto concreto entonces el modelo es una idealización del objeto, que puede ser pictórica (por ejemplo, un dibujo) o conceptual (una fórmula matemática); es decir, puede ser figurativa o simbólica. La informática ofrece herramientas para la elaboración de objetos-modelo a base del cálculo numérico.
La representación de una cadena polimérica con un collar de cuentas de colores es un modelo análogo o físico; un sociograma despliega los datos de algunas de las relaciones que pueden existir entre un grupo de individuos. En ambos casos, para que el modelo sea modelo teórico debe estar enmarcado en una estructura teórica. El objeto modelo así considerado deviene, en determinadas circunstancias y condiciones, en modelo teórico.
Un modelo teórico es un sistema hipotético-deductivo concerniente a un objeto modelo que es, a su vez, representación conceptual esquemática de una cosa o de una situación real o supuesta real. El modelo teórico siempre será menos complejo que la realidad que intenta representar, pero más rico que el objeto modelo, que es solo una lista de rasgos del objeto modelizado. Bunge esquematiza estas relaciones de la siguiente forma:
| Cosa o hecho                   | Objeto-modelo                        | Modelo teórico                                    |
| ------------------------------ | ------------------------------------ | ------------------------------------------------- |
| Deuterón                       | Pozo de potencial del protón neutrón | Mecánica cuántica del pozo de potencia            |
| Soluto en una solución diluida | Gas perfecto                         | Teoría cinética de los gases                      |
| Tráfico a la hora punta        | Corriente continua                   | Teoría matemática de la corriente continua        |
| Organismo que aprende          | Caja negra markoviana                | Modelo del operador lineal de Bush y Mosteller    |
| Cigarras que cantan            | Colección de osciladores acoplados   | Mecánica estadística de los osciladores acoplados |

Cualquier objeto modelo puede asociarse, dentro de ciertos márgenes, a teorías generales para producir diversos modelos teóricos. Un gas puede considerarse como un «enjambre de partículas enlazadas por fuerzas de Van der Waals», pero se puede insertar tanto en el marco teórico de la teoría clásica como en el de la teoría relativista cuántica de partículas, produciendo diferentes modelos teóricos en cada caso.

## Partes generales de un modelo científico

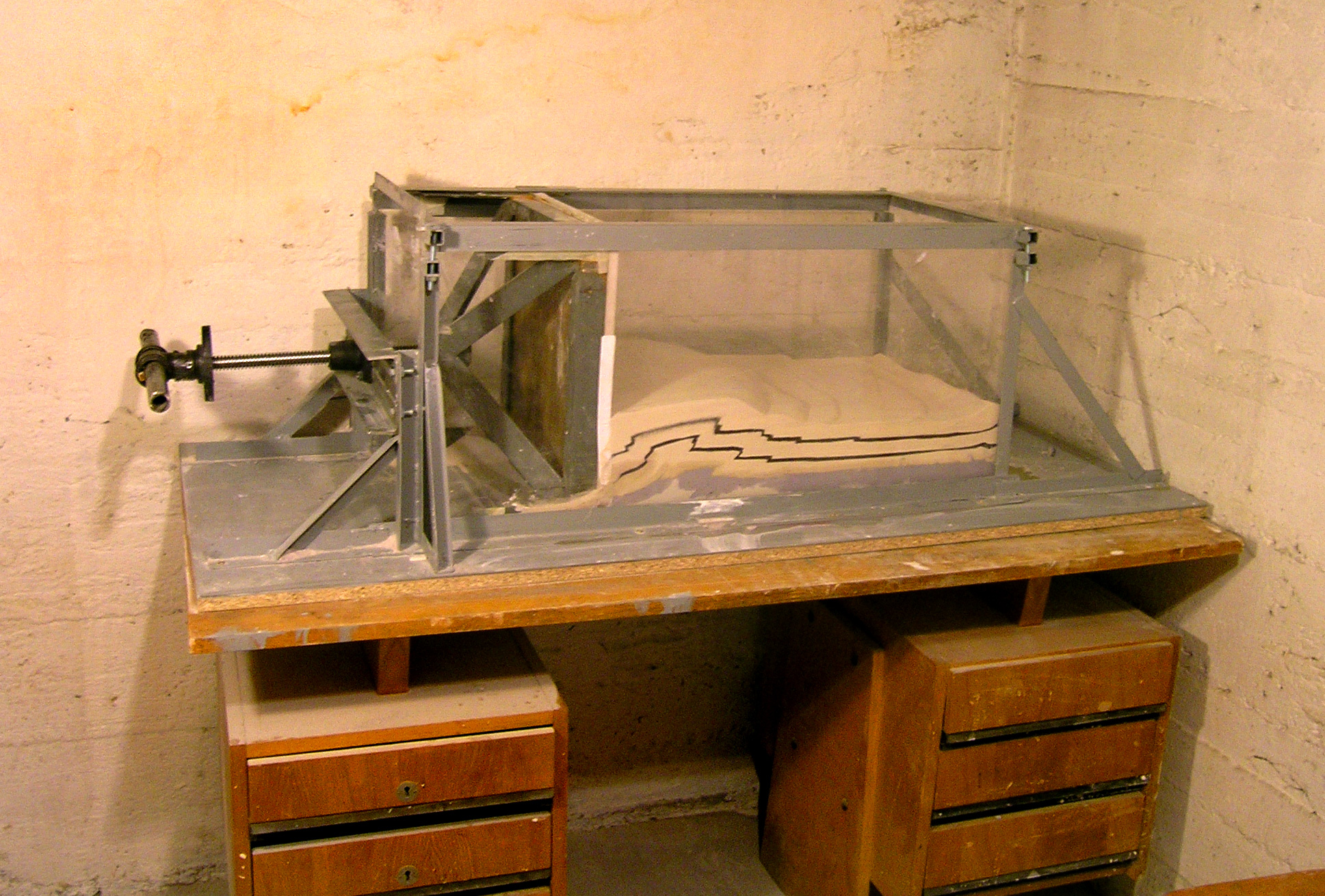
Modelado de plegamientos geológicos en Instituto Geofísico AS CR, República Checa.

En términos generales se puede decir que un modelo consta de:
- Reglas de representación del input y el output. Las reglas de representación permiten construir partiendo de una realidad física definir un conjunto de datos de entrada o input, a partir de los cuales el modelo proporcionará un output o resultado final, que también será una interpretación del efecto de las condiciones iniciales elegidas sobre la realidad física.
- Estructura interna que dependerá del tipo de modelo. Esta estructura interna permite definir una correspondencia entre el input y el output. Un modelo es determinista si al mismo input le corresponde el mismo output y no determinista si al mismo input pueden corresponderle diferentes outputs.

Naturalmente tanto las reglas de representación como el funcionamiento o lógica interna del modelo solo tendrán sentido en un determinado ámbito científico. En situaciones ajenas al ámbito del modelo puede no existir una representación adecuada de los datos o los resultados no ser interpretables en términos reales, o puede ser que la estructura interna no sea adecuada o válida para ese tipo de situación fuera del ámbito normal del modelo.

## Clasificación de modelos científicos

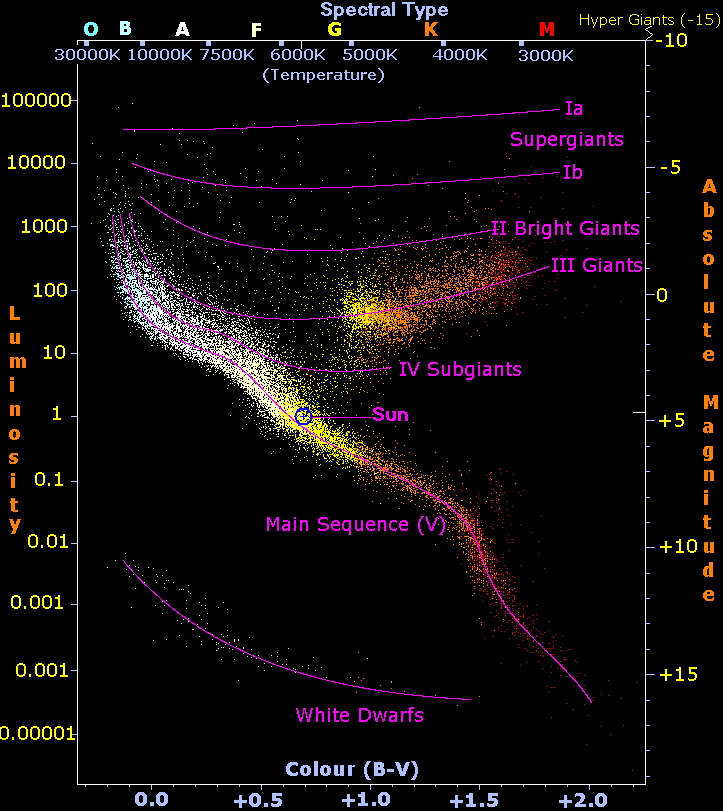
Diagrama de Hertzsprung-Russell: Representación conceptual de luminosidad/magnitud absoluta en relación con el color de las estrellas.

Animación (hacer clic) mostrando la agitación térmica de un gas. Cinco partículas han sido coloreadas de rojo para facilitar el seguimiento de sus movimientos.

Generalmente, los modelos se clasifican por su estructura interna más que por los detalles formales del input, el output o la forma de representación. Sobre esa base de estructura interna los modelos se clasifican en:
- Modelos físicos: Es una representación o copia —generalmente a escala, ya sea mayor o menor— de algún objeto de interés y que permite su examen en diferentes circunstancias (ver Maqueta y Prototipo). La escala no es necesariamente la misma en todos los ejes (por ejemplo, en modelados topográficos a veces se utilizan diferentes escalas verticales y horizontales).
- Modelos matemáticos: Busca representar fenómenos o relaciones entre ellos a través de una formulación matemática. Una clasificación de estos modelos los ordena como:
  - Modelos deterministas: Aquellos en los cuales se asume que tanto los datos empleados como el o los fenómeno(s) mismo(s) son completamente conocidos, por lo menos en principio, y que las fórmulas empleadas son lo suficientemente exactas como para determinar precisamente el resultado, dentro de los límites determinados por la observación. (por ejemplo: las fórmulas de la ley de gravitación universal de Newton)
  - Modelos estocásticos y probabilísticos: En el cual no se asume lo anterior, lo que implica que el resultado es una probabilidad. Existe por tanto incertidumbre (por ejemplo, algunas de las formulaciones de la Relación de indeterminación de Heisenberg y Modelo estadístico).
  - Modelos numéricos: En los que la realidad física y las condiciones iniciales se representan mediante un conjunto de números, a partir de ellos se calculan u obtienen por algún medio otros resultados numéricos que reflejan cierto efecto de las condiciones iniciales. Estos modelos permiten “experimentar” a través de simulaciones en un computador u ordenador de modelos matemáticos o lógicos. (por ejemplo: Simulación numérica y Método de Montecarlo)
- Modelos gráficos: Son la representación de datos, generalmente numéricos, mediante recursos gráficos (tales como líneas, vectores, superficies o símbolos), para que la relación entre los diferentes elementos o factores guardan entre sí se manifiesten visualmente. (véase también Iconografía de las correlaciones)
- Modelos análogos: Se basan en las analogías que se observan desde el punto de vista del comportamiento de sistemas físicos diferentes que, sin embargo, están regidos por formulaciones matemáticas idénticas. Por ejemplo, hasta los años 1970 el modelaje de sistemas de aguas subterráneas se realizaba con redes eléctricas de resistencias y condensadores. Este procedimiento, bastante engorroso y costoso, se sustituyó con el modelaje puramente matemático en la medida en que aumentó la capacidad de los computadores y se popularizó el uso del cálculo numérico.
- Modelos conceptuales: Pueden entenderse como un mapa de conceptos y sus relaciones, incluyendo suposiciones acerca de la naturaleza tanto de los fenómenos que esos conceptos representan como sus relaciones. Estos modelos implican un alto nivel de abstracción, concentrándose en aspectos de categorías semánticas o conceptuales que son considerados fundamentales para la comprensión de lo representado. Ejemplos incluyen el modelo atómico de Bohr. El modelo OSI; descripción de referencia para la definición de arquitecturas de interconexión de sistemas de comunicaciones, y el modelo cíclico de la evolución del Universo). Los modelos conceptuales se podrían clasificar en modelos que se refieren a entidades o fenómenos aislados o únicos (el átomo, el universo) y los que se refieren a entidades específicas por lo menos en principio en relación con un grupo de tales entidades. P. ej., una estrella y sus características en relación con otras o una molécula y su energía cinética en relación con la temperatura de un cuerpo.

## Representación del modelo científico

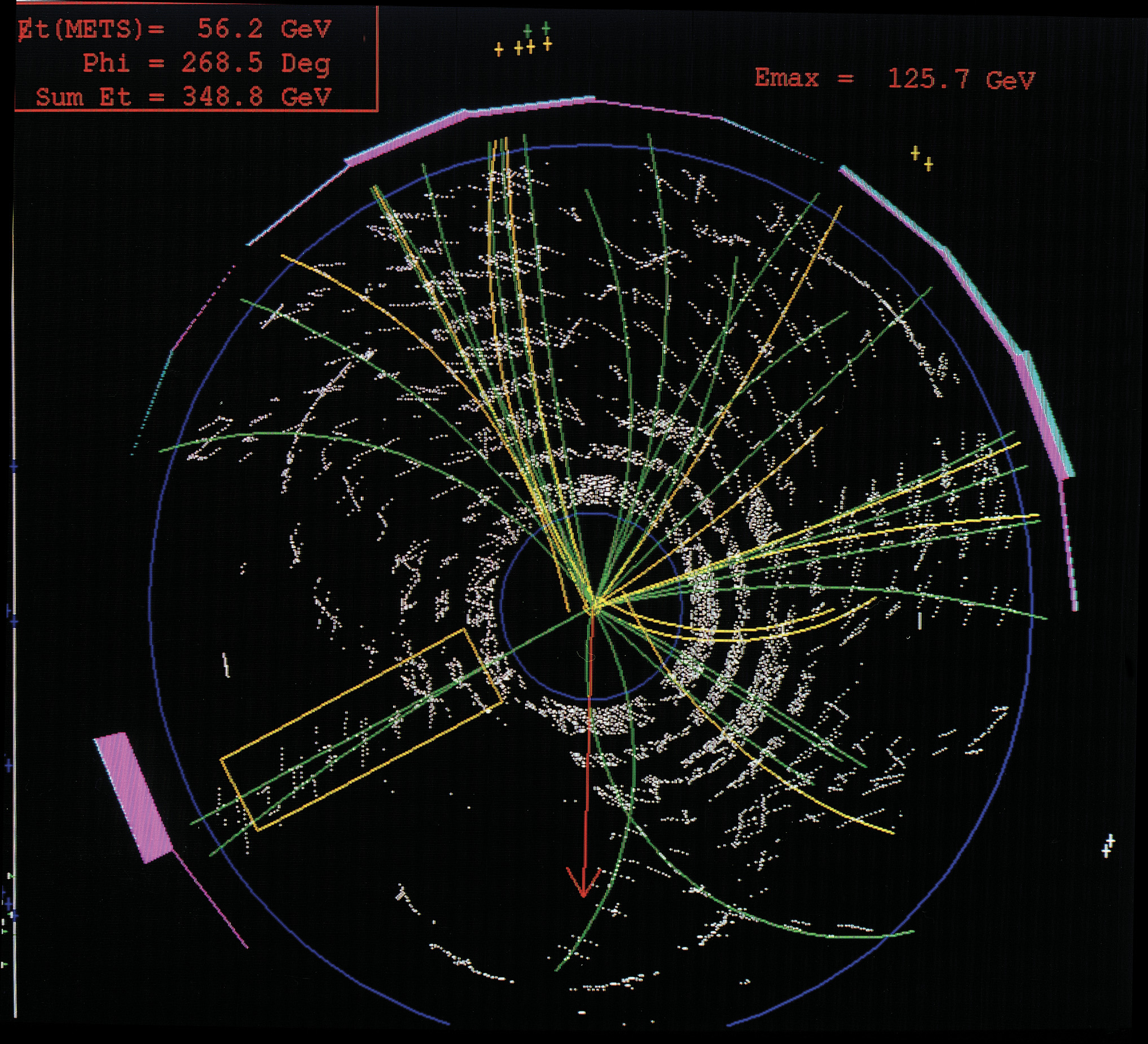
Modelo de una colisión de partículas

La representación puede ser de la siguiente manera:
- De tipo conceptual, por una descripción cualitativa bien organizada que permite la medición de sus factores.
- De tipo matemático, se refiere a una representación numérica por aspectos lógicos y estructurados con aspectos de la ciencia matemática. En este tipo de modelos la representación puede venir dada no solo en término de números, sino también letras, símbolos o entidades matemáticas más complejas. Por ejemplo, si se refiere a un modelo gráfico de matemáticas, se observan imágenes y gráficas matemáticas, que representan a un modelo numérico y de ecuaciones, los cuales son expresiones visuales basadas en aspectos cuantificables y de la ciencia matemática.
- De tipo físico, cuando una determinada realidad física se reproduce en un sistema simplificado, un modelo a escala o un prototipo que guarda cierta relación con la realidad que pretende ser modelizada. Estos modelos se basarían en aspectos de la ciencia física, de aquellos movimientos de los cuerpos, y que además es cuantificable. Estos modelos generalmente representan el fenómeno estudiado utilizando las mismas relaciones físicas del prototipo pero reduciendo su escala para hacerlo manejable. Por ejemplo pertenecen a este tipo de modelo las representaciones a escalas reducidas de presas hidráulicas, puertos, o de elementos de estas obras, como un vertedero o una escollera.

## La caja negra

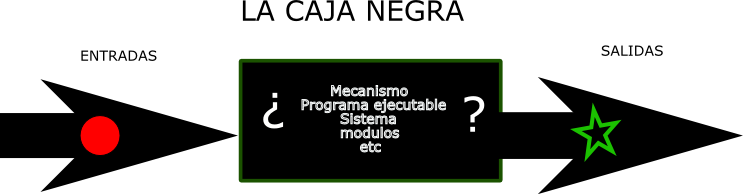
Esquema de caja negra.

El hecho de considerar las formas teóricas como «caja negra» o «caja negra traslúcida» obliga a hacer alguna aclaración. No se trata de una disyunción exclusiva. No se trata de clases lógicas excluyentes sino más bien de un planteamiento metodológico. Su referencia es hacia el modo como interpretamos la teoría, si «se atiende a lo que ocurre» en forma de descripción de lo que ocurre, o si, además, se refiere a «por qué ocurre lo que ocurre» intentando justificar un mecanismo.
Las teorías fenomenológicas no son jamás «puras negras», por más que se intente justificar lo contrario con el término fenomenológico:
- Pues no pueden prescindir totalmente de términos que superan con creces las «variables externas» observables, sean macroscópicas o microscópicas. Por ejemplo: la teoría de los circuitos eléctricos es ciertamente una teoría de caja negra, pues todo elemento del circuito es considerado como una unidad carente de estructura interna.[7][8] Sin embargo tal teoría de circuitos eléctricos habla de «corriente» y de «voltaje» que no son variables observables (como fenómenos en sí propiamente dichos). Su «observabilidad» se infiere de la lectura de unos valores leídos en unos aparatos indicadores previamente diseñados conforme a una teoría que interpreta que dichos valores «representan» valores de «corriente» o de «voltaje» como conceptos teóricos.
- La ciencia no puede limitarse a una mera descripción o lectura de dispositivos meramente descriptivos. Ninguna teoría así recibiría el nombre de «teoría científica», pues la ciencia necesariamente exige explicaciones, es decir que ha de poder subsumir la enunciación de casos singulares en enunciados generales.
- Las teorías fenomenológicas incluyen de manera necesaria, como substrato de creencia previa, la idea de causa/efecto. Pues aun cuando se ignore el mecanismo interior de la caja negra, no se puede prescindir del hecho de que los imputs guardan una relación causal con los outputs.

Por otro lado la «caja negra» presenta grandes ventajas en el progreso de la ciencia, al evitar la especulación que tantas veces ha hecho perder el sentido del horizonte a la ciencia en tiempos pasados y al mismo tiempo al no ser incompatible con la causalidad ni tampoco con la «representación». En definitiva es una cuestión de grado, de forma que:

El hecho de que ciertos problemas no puedan enunciarse en la estructura de las teorías fenomenológicas no significa que las teorías de la caja negra no proporcionen una explicación como a menudo se oye. Siempre que un enunciado singular se deduce de enunciados de leyes y circunstancias, hay explicación científica. Las teorías fenomenológicas proporcionan, pues, explicaciones científicas. Pero las explicaciones científicas pueden ser más o menos profundas. Si las leyes invocadas en la explicación son justamente leyes de coexistencia y sucesión, la explicación será superficial. Este es el caso de la explicación de un hecho de un individuo sobre la base de que siempre hace tales cosas, o la explicación de la compresión de un gas según el aumento de presión en términos de la ley de Boyle. Necesitamos a menudo tales explicaciones superficiales, pero también necesitamos explicaciones profundas tales como las que se presentan en términos de la constitución y estructura de un gas, los rasgos de la personalidad de un individuo y así sucesivamente.
Bunge

## Ejemplos

### Modelo IS-LM
El modelo muestra la interacción entre los mercados reales (curva IS) y los monetarios (curva LM). Ambos mercados interactúan y se influyen mutuamente ya que el nivel de renta determinará la demanda de dinero (y por tanto el precio del dinero o tipo de interés) y el tipo de interés influirá en la demanda de inversión (y por tanto en la renta y la producción real). Por tanto en este modelo se niega la neutralidad del dinero y se requiere que el equilibrio se produzca simultáneamente en ambos mercados.

### Modelo de escorrentía
Un modelo de escorrentía es una representación que forma parte del ciclo hidrológico en cuanto al fenómeno de la escorrentía superficial de una cuenca hidrográfica. El modelo se usa mayormente para entender el proceso de escurrimiento y para pronosticarlo con el propósito de regularizar el uso del agua o diseñar obras hidráulicas para el control de inundaciónes.